# Toxicodinamia
La toxicodinamia es el estudio del mecanismo de acción de una sustancia por interacción molecular con los sistemas biológicos de un organismo. La acción tóxica inducida por un xenobiótico es fruto de una lesión bioquímica inicial producida por el mismo, que es responsable de la aparición de alteraciones fisiológicas y anatomopatológicas derivadas.
En función de la acción ocasionada por el tóxico, diferenciamos entre toxicidad global (destrucción total e intensa, como la ocasionada por ácidos y bases fuertes) o selectiva (afecta solo a ciertas células). Esta última, por tanto, depende de la presencia de dianas susceptibles de ser atacadas y de que exista una concentración efectiva del tóxico en el lugar de acción.
La interacción con dianas (habitualmente del tipo receptores) está influida por la distinta población de receptores en distintos tejidos y por los fenómenos de up y down regulation y es por ejemplo responsable de que el paraquat ejerza su efecto a nivel pulmonar (por la presencia de poliaminas endógenas en esta zona), mientras que la concentración efectiva del tóxico puede deberse, entre otras cosas, al proceso de biotransformación. Un ejemplo típico es el malatión, un insecticida que afecta a los insectos pero no a mamíferos. En condiciones normales el malation se hidroliza a metabolitos inactivos y se oxida a malaoxón (metabolito tóxico). La toxicidad selectiva se debe al hecho de que los insectos hidrolizan el malatión y degradan el malaoxón de manera mucho más lenta que los mamíferos, por lo que estos últimos no sufren efecto tóxico al no aparecer concentración suficiente en sangre.

## Concepto
Se denomina toxicodinamia a la tercera fase de la acción tóxica de las substancias químicas y se refiere al modo de acción o mecanismos de interacción molecular de la sustancia original o de sus metabolitos, con los sistemas biológicos del huésped, a partir de las cuales se producen efectos tóxicos.
Una sustancia tóxica entra en el organismo y puede interaccionar con los receptores y producir alteraciones tanto estructurales como funcionales. El mecanismo de acción tóxico determinará a qué receptores están dirigidos y el efecto tóxico general en el nivel celular y el nivel del organismo. Se caracteriza por la presencia, en sitios específicos, del agente tóxico o de su producto de biotransformación. Estos producen alteraciones bioquímicas, morfológicas y funcionales al interactuar con moléculas orgánicas. Esta interacción se puede producir mediante enlaces covalentes (fuertes, de alta energía y de efecto irreversible) o mediante enlaces no covalentes (de baja energía y de efecto reversible).
En farmacología este término se conoce como farmacodinamia, que describe las interacciones dinámicas de un fármaco con una diana biológica y sus efectos biológicos. 

## Objetivo
La toxicodinamia tiene como objetivo principal determinar el mecanismo de acción del tóxico, es decir, describir la lesión inicial responsable de las alteraciones bioquímicas y funcionales de la intoxicación.
Conocer estas alteraciones que se producen a nivel bioquímico nos permite deducir y comprender tanto la sintomatología como el tratamiento, incluyendo el uso de antídotos específicos. Además, nos facilita el desarrollo de tests bioquímicos de diagnóstico para las intoxicaciones.

## Interés de la toxicodinamia[3][4]
El conocimiento de la toxicodinamia nos permite:
- Comprender las alteraciones que se producen a nivel bioquímico y estimar la probabilidad que tiene una sustancia química de provocar efectos adversos en el organismo vivo.
- Aplicar pruebas diagnósticas e interpretar los datos aportados por la Toxicología descriptiva.
- Establecer procedimientos para prevenir o contrarrestar los efectos tóxicos y proponer un tratamiento adecuado en casos de intoxicación.
- Estudiar el desarrollo y uso de un antídoto
- Diseñar los métodos complementarios “in vitro” de las experiencias con animales, para optimizar la comprensión de la toxicidad de los xenobióticos.
- Disponer las modificaciones adecuadas en las estructuras de medicamentos para reducir o eliminar sus efectos adversos, o de los plaguicidas para hacerlos más selectivos frente a las especies animales de interés.

## Mecanismos básicos de toxicidad[5][6]
Los tóxicos pueden afectar tanto a la estructura celular como a su función (Imagen 1). Estas acciones están interrelacionadas, ya que si se afecta la estructura celular se afecta la función y viceversa.

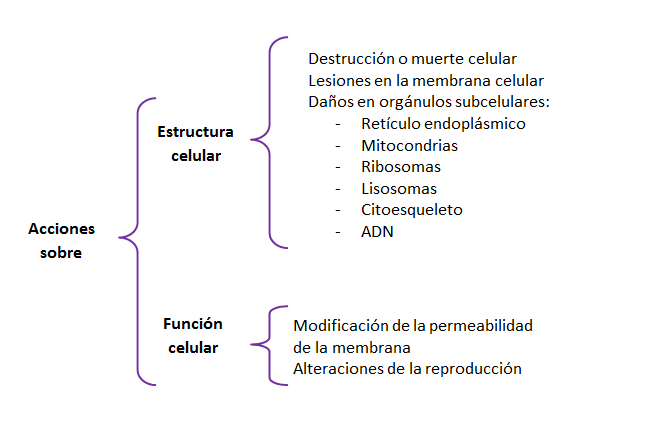
Imagen 1. Mecanismos de toxicidad celular

## Clasificación de los mecanismos[5][6]
Podemos clasificarlos en tres grupos:
1. Mecanismos mediados por receptores (acción específica).
2. Mecanismos no mediados por receptores (acciones específicas e inespecíficas): 
  - Acciones específicas pueden basarse en la interacción con pequeñas moléculas, iones o en la formación de quelatos;  en el reemplazo o sustitución de constituyentes celulares por xenobioticos (K por Li, Cl por Br, Ca por Pb, fosfolípidos extraños);  o en la suplantación de metabolitos por otras sustancias que interfieren en las rutas metabólicas (antimetabolitos), por ejemplo, los análogos de bases púricas o pirimidínicas o de aminoácidos.
  - Acciones inespecíficas: se basan en alteraciones de la permeabilidad de la membrana (interacciones de tipo fisicoquímico, disolución en sus componentes, desorganización de sus micelas, modificación de su fluidez…). Existen otras alteraciones, que son de carácter irreversible como la causticación (desnaturalización de proteínas y lípidos celulares); uniones con reactivos electrófilos (son típicas de radicales libres, ROS, reactivos de óxido nítrico o tioles reactivos) o alteración de la homeostasis del calcio y consecuentes activaciones enzimáticas (por ejemplo activación de fosfolipasas).
3. Procesos desencadenados por reacciones inmunitarias, a través de mecanismos mediados y no mediados por receptores, con acciones específicas como inespecíficas. Son habituales las reacciones de hipersensibilidad por contacto con sustancias tóxicas de forma repetida o la aparición de inmunodepresión asociada a la toxicidad del xenobiótico.

## Ejemplos
Un ejemplo de mecanismo mediado por receptores es el Malatión, que es un insecticida organofosforado que inhibe a la acetilcolinesterasa.

Es tóxico para los insectos, pero es inocuo para los mamíferos. Esta diferencia se basa en las diferencias de la biotransformación (Imagen 2), concretamente en la reacción de hidrólisis que se encarga de metabolizar el malaoxón que es un metabolito tóxico que se produce tras la oxidación del malatión. La hidrólisis en mamíferos es rápida siendo inocuo pero en los insectos es nocivo porque se produce de manera lenta y se acumula produciendo el efecto tóxico. 

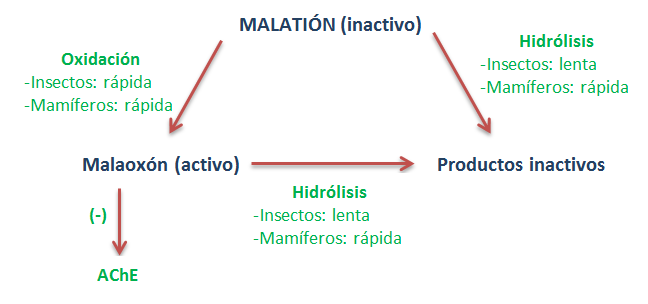
Imagen 2. Mecanismo de toxicidad del Malatión

Un ejemplo de mecanismo no mediado por receptores con acción inespecífica es el tetracloruro de carbono: 
El tetracloruro de carbono se metaboliza por varios sistemas enzimáticos como monoflavoniloxidasas o por el citocromo produciendo productos intermediarios que son radicales libres y que se metabolizan en más radicales libres produciendo peroxidación lipídica, uniones covalentes a moléculas biológicas, activación de enzimas calcio-dependientes produciendo la muerte celular (Imagen 3).

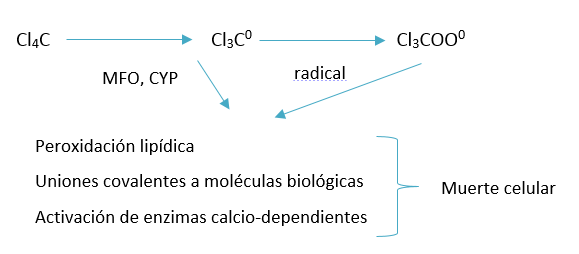
Imagen 3. Mecanismo de acción tóxica del tetracloruro de carbono